# Volley League 2021-2022 (maschile)
La Volley League 2021-2022, 68ª edizione della massima serie del campionato greco di pallavolo maschile, si è svolta dal 15 ottobre 2021 al 4 maggio 2022: al torneo hanno partecipato otto squadre di club greche e la vittoria finale è andata per la ventesima volta al Panathīnaïkos.

## Regolamento

### Formula
La formula ha previsto:
- Regular season, disputata con girone all'italiana, con gare di andata e ritorno, per un totale di quattordici giornate: le prime sei classificate hanno avuto accesso al mini campionato 1º-6º posto, mentre le ultime due hanno avuto accesso ai play-out.
- Mini campionato 1º-6º posto, disputato con girone all'italiana, con gare di andata e ritorno, per un totale di dieci giornate, con ciascuna formazione che ha ricevuto un punteggio bonus pari al 50% (eventualmente arrotondato per eccesso) della differenza fra i punti conquistati nella regular season e quelli ottenuti dalla squadra classificata al sesto posto[4]: la prima classificata si è aggiudicata il titolo di campione di Grecia.
- Play-out, strutturato in una sfida ad eliminazione diretta giocata al meglio di quattro vittorie su sette gare: la perdente ha ottenuto il diritto di disputare lo spareggio promozione-retrocessione con la terza classificata al termine della Pre League 2021-22, strutturato in una sfida ad eliminazione diretta giocata al meglio di due vittorie su tre gare. La vincente ha ottenuto il diritto di disputare la Volley League 2022-23 mentre la perdente è stata relegata in Pre League 2022-23.

### Criteri di classifica
Se il risultato finale è stato di 3-0 o 3-1 sono stati assegnati 3 punti alla squadra vincente e 0 a quella sconfitta, se il risultato finale è stato di 3-2 sono stati assegnati 2 punti alla squadra vincente e 1 a quella sconfitta.
L'ordine del posizionamento in classifica è stato definito in base a:
- Punti;
- Numero di partite vinte;
- Ratio dei set vinti/persi;
- Ratio dei punti realizzati/subiti.

## Squadre partecipanti
La mancata disputa della Pre League e il blocco delle retrocessioni nella Volley League nella stagione 2020-21 hanno congelato il numero di partecipanti; le otto formazioni iscritte sono le stesse del campionato precedente.
| Club             | Stagione | Città         | Impianto                                            | Stagione precedente |
| ---------------- | -------- | ------------- | --------------------------------------------------- | ------------------- |
| Filippos Veroias | dettagli | Veria         | Dīmotiko Athlītiko Kentro Veroias Dīmītrios Vikelas | 7ª in Volley League |
| Foinikas Syro    | dettagli | Siro-Ermopoli | Kleisto Gymnastīrio Ermoupolīs Dīmītrios Vikelas    | 2ª in Volley League |
| Kīfisia          | dettagli | Kifisià       | Kleisto Dīmotiko Stadio Iōannīs Zīrinīs             | 5ª in Volley League |
| Milōn            | dettagli | Nea Smyrnī    | Gymnastīrio Milōna Kroisos Persīs                   | 6ª in Volley League |
| OFĪ Creta        | dettagli | Candia        | Gymnastīrio Vardinogianneio Athlītiko Kentro        | 8ª in Volley League |
| Olympiakos       | dettagli | Il Pireo      | Melina Merkourī Hall                                | Campione di Grecia  |
| Panathīnaïkos    | dettagli | Amarousio     | Kleisto Gymnastīrio Agiou Thōma                     | 3ª in Volley League |
| PAOK             | dettagli | Salonicco     | PAOK Sports Arena                                   | 4ª in Volley League |

## Torneo

### Regular season

#### Risultati
| Prima giornata |                          |     |                            |
|                |                          |     |                            |
| 15-10          | Foinikas Syro - PAOK     | 3-1 | 25-23, 25-17, 20-25, 25-18 |
| 16-10          | OFI Creta - Olympiakos   | 0-3 | 19-25, 16-25, 15-25        |
| 16-10          | Filippos Veroias - Milōn | 0-3 | 17-25, 17-25, 20-25        |
| 17-10          | Panathīnaïkos - Kīfisia  | 3-0 | 25-20, 25-13, 25-18        |

| Seconda giornata |                               |     |                                   |
|                  |                               |     |                                   |
| 22-10            | Kīfisia - PAOK                | 1-3 | 23-25, 25-22, 22-25, 20-25        |
| 23-10            | Panathīnaïkos - OFI Creta     | 3-0 | 25-16, 25-20, 25-22               |
| 23-10            | Milōn - Foinikas Syro         | 2-3 | 16-25, 21-25, 25-23, 25-22, 12-15 |
| 23-10            | Olympiakos - Filippos Veroias | 3-0 | 27-25, 25-16, 25-19               |

| Terza giornata |                                  |     |                                   |
|                |                                  |     |                                   |
| 29-10          | PAOK - Milōn                     | 3-0 | 25-21, 25-17, 25-22               |
| 30-10          | OFI Creta - Kīfisia              | 3-2 | 28-26, 25-23, 16-25, 24-26, 15-10 |
| 30-10          | Foinikas Syro - Olympiakos       | 0-3 | 16-25, 26-28, 21-25               |
| 31-10          | Filippos Veroias - Panathīnaïkos | 0-3 | 15-25, 17-25, 25-27               |

| Quarta giornata |                               |     |                                  |
|                 |                               |     |                                  |
| 19-11           | Kīfisia - Milōn               | 3-0 | 25-17, 25-19, 25-22              |
| 20-11           | Olympiakos - PAOK             | 3-2 | 19-25, 27-29, 25-19, 25-12, 15-7 |
| 20-11           | OFI Creta - Filippos Veroias  | 0-3 | 27-29, 22-25, 20-25              |
| 20-11           | Panathīnaïkos - Foinikas Syro | 3-0 | 25-23, 25-22, 25-22              |

| Quinta giornata |                            |     |                            |
|                 |                            |     |                            |
| 26-11           | PAOK - Panathīnaïkos       | 3-0 | 25-23, 25-23, 25-20        |
| 27-11           | Milōn - Olympiakos         | 0-3 | 21-25, 17-25, 19-25        |
| 27-11           | Foinikas Syro - OFI Creta  | 3-0 | 25-10, 25-23, 25-16        |
| 28-11           | Filippos Veroias - Kīfisia | 1-3 | 22-25, 28-26, 21-25, 12-25 |

| Sesta giornata |                                  |     |                            |
|                |                                  |     |                            |
| 04-12          | OFI Creta - PAOK                 | 0-3 | 20-25, 23-25, 24-26        |
| 04-12          | Panathīnaïkos - Milōn            | 3-0 | 25-17, 25-18, 25-23        |
| 04-12          | Filippos Veroias - Foinikas Syro | 1-3 | 25-22, 26-28, 14-25, 22-25 |
| 04-12          | Kīfisia - Olympiakos             | 1-3 | 27-25, 23-25, 19-25, 23-25 |

| Settima giornata |                            |     |                                   |
|                  |                            |     |                                   |
| 10-12            | Milōn - OFI Creta          | 3-0 | 25-18, 25-23, 26-24               |
| 12-12            | Foinikas Syro - Kīfisia    | 3-2 | 24-26, 25-17, 20-25, 27-25, 15-10 |
| 12-12            | PAOK - Filippos Veroias    | 3-1 | 25-23, 23-25, 25-17, 25-19        |
| 13-12            | Olympiakos - Panathīnaïkos | 1-3 | 25-20, 21-25, 14-25, 21-25        |

| Ottava giornata |                          |     |                            |
|                 |                          |     |                            |
| 17-12           | PAOK - Foinikas Syro     | 3-0 | 25-20, 25-15, 25-23        |
| 18-12           | Olympiakos - OFI Creta   | 3-0 | 25-17, 25-21, 25-17        |
| 18-12           | Milōn - Filippos Veroias | 3-1 | 25-21, 25-23, 23-25, 25-22 |
| 19-12           | Kīfisia - Panathīnaïkos  | 0-3 | 12-25, 21-25, 22-25        |

| Nona giornata |                               |     |                     |
|               |                               |     |                     |
| 14-01         | PAOK - Kīfisia                | 3-0 | 25-23, 25-20, 25-18 |
| 15-01         | Filippos Veroias - Olympiakos | 0-3 | 8-25, 18-25, 15-25  |
| 15-01         | OFI Creta - Panathīnaïkos     | 0-3 | 17-25, 21-25, 18-25 |
| 16-01         | Foinikas Syro - Milōn         | 3-0 | 25-16, 25-19, 26-24 |

| Decima giornata |                                  |     |                                   |
|                 |                                  |     |                                   |
| 21-01           | Olympiakos - Foinikas Syro       | 2-3 | 17-25, 25-23, 23-25, 25-18, 18-20 |
| 22-01           | Panathīnaïkos - Filippos Veroias | 3-1 | 25-20, 25-17, 21-25, 25-19        |
| 22-01           | Milōn - PAOK                     | 1-3 | 18-25, 25-18, 17-25, 18-25        |
| 23-01           | Kīfisia - OFI Creta              | 3-2 | 22-25, 25-22, 25-21, 23-25, 20-18 |

| Undicesima giornata |                               |     |                                   |
|                     |                               |     |                                   |
| 16-02               | Foinikas Syro - Panathīnaïkos | 3-0 | 25-23, 26-24, 25-20               |
| 30-01               | Filippos Veroias - OFI Creta  | 0-3 | 23-25, 16-25, 19-25               |
| 30-01               | Milōn - Kīfisia               | 3-2 | 25-19, 23-25, 15-25, 25-21, 15-13 |
| 31-01               | PAOK - Olympiakos             | 3-1 | 33-31, 18-25, 25-14, 25-20        |

| Dodicesima giornata |                            |     |                            |
|                     |                            |     |                            |
| 16-02               | Kīfisia - Filippos Veroias | 3-0 | 25-15, 25-14, 25-16        |
| 05-02               | OFI Creta - Foinikas Syro  | 0-3 | 23-25, 18-25, 21-25        |
| 05-02               | Panathīnaïkos - PAOK       | 1-3 | 25-23, 20-25, 22-25, 25-27 |
| 16-02               | Olympiakos - Milōn         | 3-0 | 25-20, 25-18, 25-12        |

| Tredicesima giornata |                                  |     |                            |
|                      |                                  |     |                            |
| 11-02                | PAOK - OFI Creta                 | 3-1 | 25-15, 24-26, 25-16, 25-19 |
| 11-02                | Olympiakos - Kīfisia             | 3-0 | 25-16, 25-23, 25-22        |
| 12-02                | Milōn - Panathīnaïkos            | 0-3 | 16-25, 23-25, 20-25        |
| 12-02                | Foinikas Syro - Filippos Veroias | 3-0 | 25-19, 25-9, 25-20         |

| Quattordicesima giornata |                            |     |                            |
|                          |                            |     |                            |
| 19-02                    | Filippos Veroias - PAOK    | 0-3 | 16-25, 19-25, 15-25        |
| 19-02                    | OFI Creta - Milōn          | 1-3 | 23-25, 19-25, 25-20, 23-25 |
| 19-02                    | Kīfisia - Foinikas Syro    | 1-3 | 21-25, 25-18, 21-25, 19-25 |
| 19-02                    | Panathīnaïkos - Olympiakos | 3-1 | 25-14, 25-21, 24-26, 25-19 |

#### Classifica
| Pos. | Squadra          | Pt | G  | V  | P  | SV | SP | Ratio | PF    | PS    | Ratio |
| ---- | ---------------- | -- | -- | -- | -- | -- | -- | ----- | ----- | ----- | ----- |
| 1.   | PAOK             | 37 | 14 | 12 | 2  | 39 | 12 | 3,250 | 1 214 | 1 078 | 1,126 |
| 2.   | Panathīnaïkos    | 33 | 14 | 11 | 3  | 34 | 12 | 2,833 | 1 117 | 954   | 1,171 |
| 3.   | Foinikas Syro    | 30 | 14 | 11 | 3  | 33 | 18 | 1,833 | 1 185 | 1 079 | 1,098 |
| 4.   | Olympiakos       | 30 | 14 | 10 | 4  | 35 | 15 | 2,333 | 1 175 | 1 027 | 1,144 |
| 5.   | Milōn            | 15 | 14 | 5  | 9  | 18 | 31 | 0,581 | 1 025 | 1 132 | 0,905 |
| 6.   | Kīfisia          | 14 | 14 | 4  | 10 | 21 | 33 | 0,636 | 1 178 | 1 209 | 0,974 |
| 7.   | OFĪ Creta        | 6  | 14 | 2  | 12 | 10 | 38 | 0,263 | 991   | 1 158 | 0,856 |
| 8.   | Filippos Veroias | 3  | 14 | 1  | 13 | 8  | 39 | 0,205 | 918   | 1 166 | 0,787 |

      Qualificata ai play-off scudetto.
      Qualificata ai play-out.

### Mini campionato 1º-6º posto

#### Risultati
| Prima giornata |                            |     |                            |
|                |                            |     |                            |
| 25-02          | PAOK - Kīfisia             | 3-0 | 25-20, 25-17, 29-27        |
| 26-02          | Panathīnaïkos - Milōn      | 3-1 | 25-19, 25-21, 23-25, 25-17 |
| 26-02          | Olympiakos - Foinikas Syro | 3-1 | 15-25, 25-21, 25-22, 25-22 |

| Seconda giornata |                         |     |                            |
|                  |                         |     |                            |
| 04-03            | PAOK - Panathīnaïkos    | 1-3 | 23-25, 16-25, 25-21, 24-26 |
| 05-03            | Milōn - Olympiakos      | 0-3 | 23-25, 22-25, 23-25        |
| 06-03            | Kīfisia - Foinikas Syro | 0-3 | 23-25, 21-25, 24-26        |

| Terza giornata |                         |     |                     |
|                |                         |     |                     |
| 12-03          | Panathīnaïkos - Kīfisia | 3-0 | 25-15, 25-17, 25-22 |
| 13-03          | Foinikas Syro - Milōn   | 3-0 | 25-16, 25-20, 25-15 |
| 14-03          | Olympiakos - PAOK       | 3-0 | 27-25, 25-20, 25-17 |

| Quarta giornata |                            |     |                                   |
|                 |                            |     |                                   |
| 19-03           | PAOK - Foinikas Syro       | 0-3 | 23-25, 21-25, 22-25               |
| 19-03           | Kīfisia - Milōn            | 3-2 | 25-18, 25-22, 20-25, 18-25, 16-14 |
| 21-03           | Panathīnaïkos - Olympiakos | 3-0 | 25-20, 25-11, 25-18               |

| Quinta giornata |                               |     |                            |
|                 |                               |     |                            |
| 25-03           | Olympiakos - Kīfisia          | 3-0 | 25-11, 25-18, 25-23        |
| 26-03           | Foinikas Syro - Panathīnaïkos | 3-0 | 25-19, 25-23, 25-20        |
| 28-03           | Milōn - PAOK                  | 1-3 | 19-25, 22-25, 25-22, 21-25 |

| Sesta giornata |                            |     |                            |
|                |                            |     |                            |
| 08-04          | Kīfisia - PAOK             | 0-3 | 16-25, 11-25, 19-25        |
| 08-04          | Foinikas Syro - Olympiakos | 1-3 | 16-25, 23-25, 25-22, 19-25 |
| 08-04          | Milōn - Panathīnaïkos      | 1-3 | 24-26, 25-22, 15-25, 22-25 |

| Settima giornata |                         |     |                            |
|                  |                         |     |                            |
| 13-04            | Panathīnaïkos - PAOK    | 3-0 | 25-18, 25-21, 25-16        |
| 13-04            | Olympiakos - Milōn      | 3-1 | 25-19, 22-25, 25-16, 25-16 |
| 13-04            | Foinikas Syro - Kīfisia | 3-0 | 25-22, 25-18, 25-19        |

| Ottava giornata |                         |     |                                   |
|                 |                         |     |                                   |
| 17-04           | Kīfisia - Panathīnaïkos | 0-3 | 23-25, 16-25, 16-25               |
| 17-04           | PAOK - Olympiakos       | 2-3 | 19-25, 20-25, 25-23, 25-20, 13-15 |
| 17-04           | Milōn - Foinikas Syro   | 0-3 | 21-25, 19-25, 19-25               |

| Nona giornata |                            |     |                            |
|               |                            |     |                            |
| 21-04         | Milōn - Kīfisia            | 3-0 | 25-23, 25-21, 25-21        |
| 21-04         | Foinikas Syro - PAOK       | 1-3 | 24-26, 22-25, 25-22, 21-25 |
| 21-04         | Olympiakos - Panathīnaïkos | 1-3 | 27-29, 23-25, 25-23, 21-25 |

| Decima giornata |                               |     |                            |
|                 |                               |     |                            |
| 28-04           | Kīfisia - Olympiakos          | 0-3 | 25-27, 18-25, 18-25        |
| 28-04           | Panathīnaïkos - Foinikas Syro | 0-3 | 25-27, 18-25, 14-25        |
| 28-04           | PAOK - Milōn                  | 3-1 | 22-25, 25-21, 25-18, 25-22 |

#### Classifica
| Pos. | Squadra       | Pt tot | Pt bon | Pt | G  | V | P | SV | SP | Ratio | PF  | PS  | Ratio |
| ---- | ------------- | ------ | ------ | -- | -- | - | - | -- | -- | ----- | --- | --- | ----- |
| 1.   | Panathīnaïkos | 34     | 10     | 24 | 10 | 8 | 2 | 24 | 10 | 2,400 | 814 | 717 | 1,135 |
| 2.   | Olympiakos    | 31     | 8      | 23 | 10 | 8 | 2 | 25 | 11 | 2,273 | 841 | 771 | 1,091 |
| 3.   | Foinikas Syro | 29     | 8      | 21 | 10 | 7 | 3 | 24 | 9  | 2,667 | 793 | 707 | 1,122 |
| 4.   | PAOK          | 28     | 12     | 16 | 10 | 5 | 5 | 18 | 18 | 1,000 | 819 | 807 | 1,015 |
| 5.   | Milōn         | 5      | 1      | 4  | 10 | 1 | 9 | 10 | 27 | 0,370 | 774 | 881 | 0,879 |
| 6.   | Kīfisia       | 2      | 0      | 2  | 10 | 1 | 9 | 3  | 29 | 0,103 | 628 | 786 | 0,799 |

      Campione di Grecia.

### Play-out
| Gara 1 |                              |     |                     |
|        |                              |     |                     |
| 16-03  | OFI Creta - Filippos Veroias | 3-0 | 25-14, 25-22, 25-15 |

| Gara 2 |                              |     |                     |
|        |                              |     |                     |
| 18-03  | OFI Creta - Filippos Veroias | 3-0 | 25-17, 25-15, 25-15 |

| Gara 3 |                              |     |                     |
|        |                              |     |                     |
| 20-03  | Filippos Veroias - OFI Creta | 0-3 | 13-25, 17-25, 16-25 |

| Gara 4 |                              |     |                     |
|        |                              |     |                     |
| 22-03  | Filippos Veroias - OFI Creta | 0-3 | 21-25, 18-25, 13-25 |

### Spareggio promozione-retrocessione
| Gara 1 |                                      |     |                            |
|        |                                      |     |                            |
| 30-04  | Filippos Veroias - Athlos Orestiadas | 1-3 | 25-22, 22-25, 19-25, 21-25 |

| Gara 2 |                                      |     |                     |
|        |                                      |     |                     |
| 04-05  | Athlos Orestiadas - Filippos Veroias | 3-0 | 25-21, 25-15, 25-13 |

## Premi individuali[5]
| Premio                     | Nome                    | Squadra       |
| -------------------------- | ----------------------- | ------------- |
| MVP                        | Axel Jacobsen           | Panathīnaïkos |
| Miglior palleggiatore      | Axel Jacobsen           | Panathīnaïkos |
| Miglior opposto            | Peter Michalovič        | Foinikas Syro |
| Miglior schiacciatore      | Athanasios Prōtopsaltīs | Panathīnaïkos |
| Miglior schiacciatore      | Andreas Fragkos         | Foinikas Syro |
| Miglior centrale           | Alen Pajenk             | Olympiakos    |
| Miglior centrale           | Mitar Đurić             | Foinikas Syro |
| Miglior libero             | Menelaos Kokkinakīs     | PAOK          |
| Miglior giocatore Under-20 | Arīs Chandrinos         | Milōn         |
| Miglior allenatore         | Dīmītrīs Andreopoulos   | Panathīnaïkos |
| Miglior arbitro            | Alexandros Mylōnakīs    | -             |

## Classifica finale
| Pos | Squadra          | Qualificazione        |
| --- | ---------------- | --------------------- |
|     | Panathīnaïkos    | Challenge Cup 2022-23 |
| 2   | Olympiakos       | Challenge Cup 2022-23 |
| 3   | Foinikas Syro    |                       |
| 4   | PAOK             | Challenge Cup 2022-23 |
| 5   | Milōn            | Challenge Cup 2022-23 |
| 6   | Kīfisia          |                       |
| 7   | OFĪ Creta        |                       |
| 8   | Filippos Veroias | Pre League 2022-23    |

## Statistiche
| Rendimento individuale | Rendimento individuale | Rendimento individuale | Rendimento individuale |
| Pos.                   | Nome                   | Punti                  | Squadra                |
| ---------------------- | ---------------------- | ---------------------- | ---------------------- |
| 1                      | Peter Michalovič       | 336                    | Foinikas Syro          |
| 2                      | Artur Udrys            | 335                    | PAOK                   |
| 3                      | Samuli Kaislasalo      | 329                    | Milōn                  |
| 4                      | Bram Van den Dries     | 317                    | Panathīnaïkos          |
| 5                      | Pavle Perić            | 292                    | Olympiakos             |
| 6                      | Spyros Chandrinos      | 274                    | Milōn                  |
| 7                      | Renee Teppan           | 228                    | Olympiakos             |
| 8                      | Christoph Marks        | 224                    | Kīfisia                |
| 9                      | Rafaīl Koumentakīs     | 217                    | PAOK                   |
| 9                      | Pelegrín Vargas        | 217                    | OFĪ Creta              |

| Attacchi vincenti | Attacchi vincenti  | Attacchi vincenti | Attacchi vincenti |
| Pos.              | Nome               | Punti             | Squadra           |
| ----------------- | ------------------ | ----------------- | ----------------- |
| 1                 | Samuli Kaislasalo  | 302               | Milōn             |
| 2                 | Artur Udrys        | 299               | PAOK              |
| 3                 | Peter Michalovič   | 292               | Foinikas Syro     |
| 4                 | Bram Van den Dries | 265               | Panathīnaïkos     |
| 5                 | Pavle Perić        | 238               | Olympiakos        |
| 6                 | Spyros Chandrinos  | 229               | Milōn             |
| 7                 | Christoph Marks    | 193               | Kīfisia           |
| 8                 | Renee Teppan       | 188               | Olympiakos        |
| 9                 | Pelegrín Vargas    | 186               | OFĪ Creta         |
| 10                | Rafaīl Koumentakīs | 178               | PAOK              |

| Muri vincenti | Muri vincenti      | Muri vincenti | Muri vincenti |
| Pos.          | Nome               | Punti         | Squadra       |
| ------------- | ------------------ | ------------- | ------------- |
| 1             | Sašo Štalekar      | 66            | Panathīnaïkos |
| 2             | Mitar Đurić        | 63            | Foinikas Syro |
| 3             | Maciej Borris      | 60            | Milōn         |
| 4             | Andre Brown        | 57            | PAOK          |
| 5             | Deivid Costa       | 53            | Foinikas Syro |
| 6             | Ivan Mihalj        | 45            | Kīfisia       |
| 7             | Alen Pajenk        | 42            | Olympiakos    |
| 8             | Lucas Rangel       | 41            | Panathīnaïkos |
| 9             | Paraskeuas Tselios | 36            | OFĪ Creta     |
| 10            | Raydel Hierrezuelo | 35            | Foinikas Syro |

| Battute vincenti | Battute vincenti        | Battute vincenti | Battute vincenti |
| Pos.             | Nome                    | Punti            | Squadra          |
| ---------------- | ----------------------- | ---------------- | ---------------- |
| 1                | Pavle Perić             | 30               | Olympiakos       |
| 2                | Athanasios Prōtopsaltīs | 28               | Panathīnaïkos    |
| 3                | Nikola Mijailović       | 26               | Olympiakos       |
| 4                | Alen Pajenk             | 24               | Olympiakos       |
| 5                | Raydel Hierrezuelo      | 23               | Foinikas Syro    |
| 5                | Bram Van den Dries      | 23               | Panathīnaïkos    |
| 7                | Nikos Zoupanīs          | 22               | Olympiakos       |
| 8                | Renee Teppan            | 21               | Olympiakos       |
| 9                | Rafaīl Koumentakīs      | 20               | PAOK             |
| 10               | Peter Michalovič        | 19               | Foinikas Syro    |
| 10               | Žiga Štern              | 19               | Foinikas Syro    |